# Nicholas Callan
Nicholas Joseph. Callan (Darver, Condado de Louth, 22 de dezembro de 1799 – Maynooth, Condado de Kildare, 10 de janeiro de 1864) foi um inventor, físico e religioso católico-romano.

## Vida
Callan estudou filosofia e teologia romano-catpolica e foi ordenado sacerdote em 1823. Estudou depois na Universidade de Roma "La Sapienza". Durante o tempo em que morou em Roma conheceu pioneiros da eletricidade, como os italianos Luigi Galvani e Alessandro Volta. Na Irlanda obteve um emprego como professor universitário em Maynooth.
A primeira bobina de indução foi desenvolvida em 1836, após pré-trabalhos de Michael Faraday, por Callan no St Patrick’s College em Maynooth. Sua forma construtiva não correspondia ao design cilíndrico posterior, mas na forma de uma ferradura. Uma melhoria foi apresentada um ano depois por William Sturgeon.

## Publicações selecionadas
- Electricity and Galvanism (livro introdutório), 1832